# Windemere, Texas
Windemere, Texas (енгл. Windemere) насељено је место без административног статуса у америчкој савезној држави Тексас.

## Демографија
По попису из 2010. године број становника је 1.037, што је 5.831 (-84,9%) становника мање него 2000. године.
| Група             | 2000.         | 2010.       |
| Белци             | 3.597 (52,4%) | 380 (36,6%) |
| Афроамериканци    | 1.155 (16,8%) | 226 (21,8%) |
| Азијати           | 411 (6,0%)    | 46 (4,4%)   |
| Хиспаноамериканци | 1.585 (23,1%) | 358 (34,5%) |
| Укупно            | 6.868         | 1.037       |